# Dasyboarmia
Dasyboarmia là một chi bướm đêm thuộc họ Geometridae.

## Các loài
- Dasyboarmia delineata (Walker, 1860)
- Dasyboarmia hyperdasys Prout, 1928
- Dasyboarmia isorropha Prout, 1932
- Dasyboarmia owadai (Sato, 1987)
- Dasyboarmia pilosissima Holloway, 1993
- Dasyboarmia subpilosa (Warren, 1894)